# Duje Krstulović
Duje Krstulovic (nacido el 5 de febrero de 1953 en Split, RFS Yugoslavia) es un exjugador de baloncesto croata que compitió con Yugoslavia en los Juegos Olímpicos de verano de 1980. Con 2.03 metros de estatura, jugaba en la posición de alero. Consiguió 4 medallas en competiciones internacionales con Yugoslavia. 

## Clubes
- KK Split (1971-1980)